# Leap of Faith
 Leap of Faith és una pel·lícula humorística estatunidenca dirigida per Richard Pearce estrenada el 1992.

## Argument
El predicador Jonas Nightengale, i la seva sòcia, Jane, solquen les carreteres dels Estats Units, i no desaprofiten cap ocasió per sostreure diners a les ànimes crèdules a base de sermons fantasiosos. Quan una avaria de cotxe els obliga a quedar-se algun temps en una petita ciutat de Kansas, la parella no pot deixar d'estafar la població local.

## Repartiment
- Steve Martin: Jonas Nightengale
- Debra Winger: Jane, la sòcia de Jonas
- Lolita Davidovich: Marva, la cambrera
- Liam Neeson: Will, el xèrif
- Meat Loaf: Hoover, el conductor del cotxe
- Philip Seymour Hoffman: Matt
- M.C. Gainey: Tiny
- James N. Harrell: Ramsey
- Marietta Marich: Sra. Hawkins
- Troy Evans: El policia de l'autopista
- Tom Todoroff: L'home que corre

## Producció
La pel·lícula es va rodar a Nuvi, Texas, encara que algunes parts es van filmar a Plainview, Texas, on la torre d'aigua de ciutat encara té la mascota de ciutat fictícia pintada en el costat. Martin es va convertir en l'actor principal de la pel·lícula després que Michael Keaton deixés la producció.

## Al voltant de la pel·lícula
El personatge de Jonas és inspirat en diversos evangelistes com Benny Hinn i Peter Popoff.
Una comèdia musical treta de la pel·lícula havia de ser presentada a Los Angeles a la tardor 2010.